# 迪尔肖德·纳扎罗夫
迪尔肖德·纳扎罗夫（羅馬化：Dilshod Nazarov，1982年5月6日—），塔吉克链球运动员，他是2006年、2010年和2014年三届亚运会链球金牌得主，参加过2004、2008、2012年和2016年四届奥运会，以78.55米赢得2015年世界田径锦标赛链球银牌，以78.68公尺的成绩赢得里约奥运会链球金牌，這面金牌也為塔吉克奧運史上第一面金牌。

## 個人生活
他目前居住在杜尚貝。他也是塔吉克田徑協會的會長。他的父親是一名軍人死於塔吉克斯坦內戰。納扎羅夫的母親是體育老師和教練。

## 外部連結
- 迪尔肖德·纳扎罗夫在的頁面

| 夏季奥林匹克运动会      | 夏季奥林匹克运动会       | 夏季奥林匹克运动会     |
| ----------------------- | ------------------------ | ---------------------- |
| 前任： Mavzuna Chorieva | 掌旗官 · 2016 里約熱內盧 | 繼任： 捷穆尔·拉希莫夫 |